# Église Saint-Thomas-Becket de Villiers-le-Sec
L'église Saint-Thomas-Becket ou Saint-Thomas de Cantorbéry est une église catholique paroissiale située à Villiers-le-Sec, dans le Val-d'Oise, en France. C'est un petit édifice de style Renaissance, qui a été consacré en 1558. Depuis la rue, l'on aperçoit notamment son chevet aveugle ; et l'élévation nord, transformée lors d'une réparation ancienne, ainsi que la façade et le clocher sans aucun style, ne sont pas très engageants. Seule la corniche au sud montre encore que les finitions étaient soignées à l'origine. L'intérieur révèle une construction de qualité, marquée encore par l'influence gothique flamboyante, notamment en ce qui concerne les voûtes. En revanche, les piliers avec leurs chapiteaux font référence aux modèles antiques, et assez curieusement, les trois principaux ordres (dorique, ionique et corinthien) sont présents sur l'unique niveau d'élévation. L'église est également intéressante pour son plan à double nef, très rare dans la région malgré sa simplicité. Son inscription aux monuments historiques est intervenue par un arrêté du 16 février 1970. Villiers-le-Sec est affilié à la paroisse Saint-Georges de Belloy-en-France, et les messes dominicales sont célébrées en l'église Saint-Thomas de Cantorbéry tous les dimanches et fêtes à 9 h, selon la forme extraordinaire du rite latin.

## Localisation
L'église Saint-Thomas-Becket est située en France, en région Île-de-France et dans le département français du Val-d'Oise, en pays de France, sur la commune de Villiers-le-Sec, à l'ouest du carrefour central du village, rue de Paris / Georges-Pompidou / rue du Lavoir, au nord de la mairie-école. L'élévation méridionale est enclavée dans la cour de l'école, et n'est que partiellement visible depuis la rue. Le chevet donne sur la rue. On accède à la façade occidentale, où se situent les deux portails, par une ruelle qui passe entre l'élévation septentrionale et une propriété privée. Le petit parvis devant la façade est clos par des murs de tous les côtés, et on ne peut pas la contempler avec du recul.

## Historique

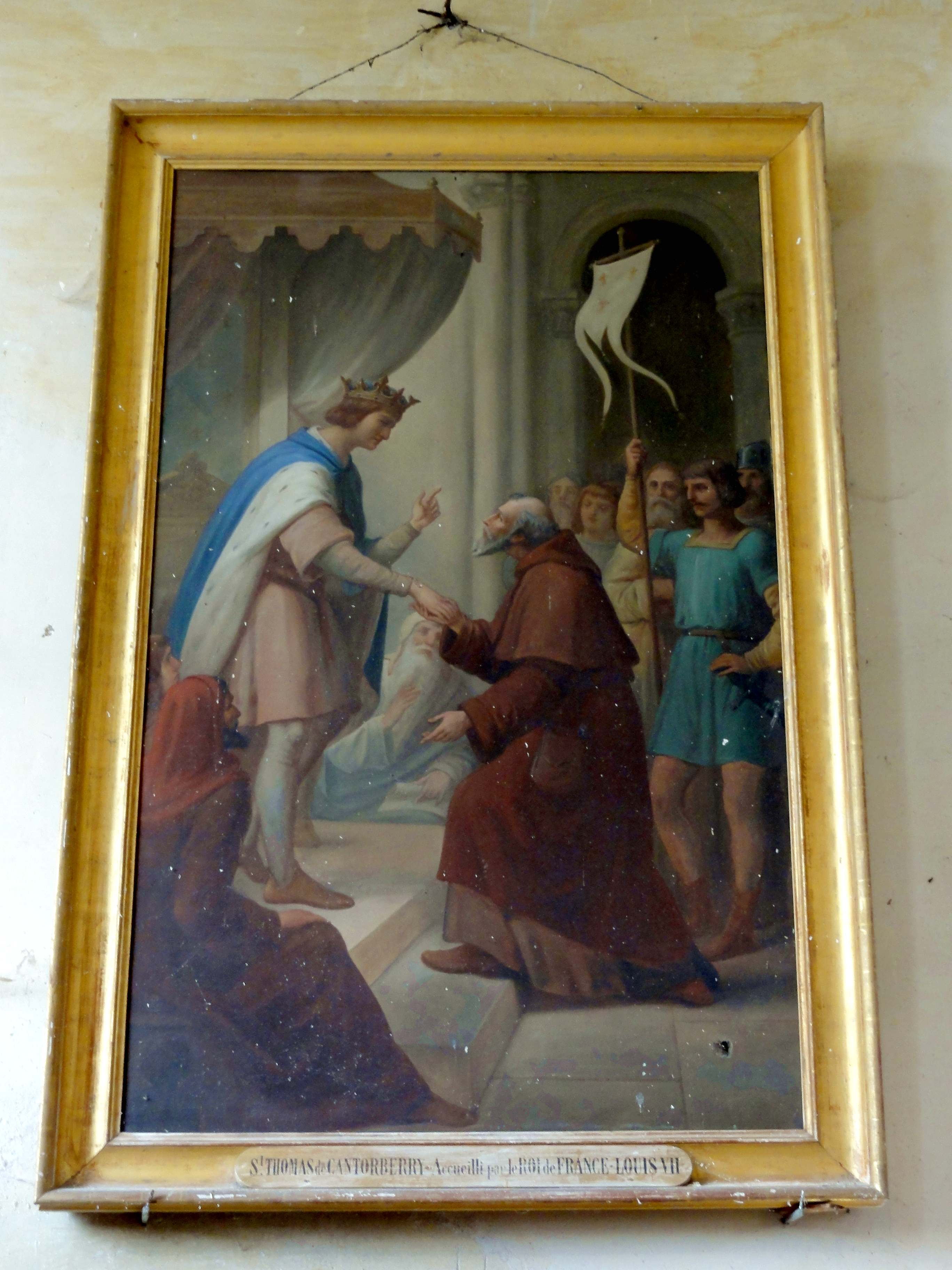
Tableau - saint Thomas accueilli par le roi de France Louis VII.

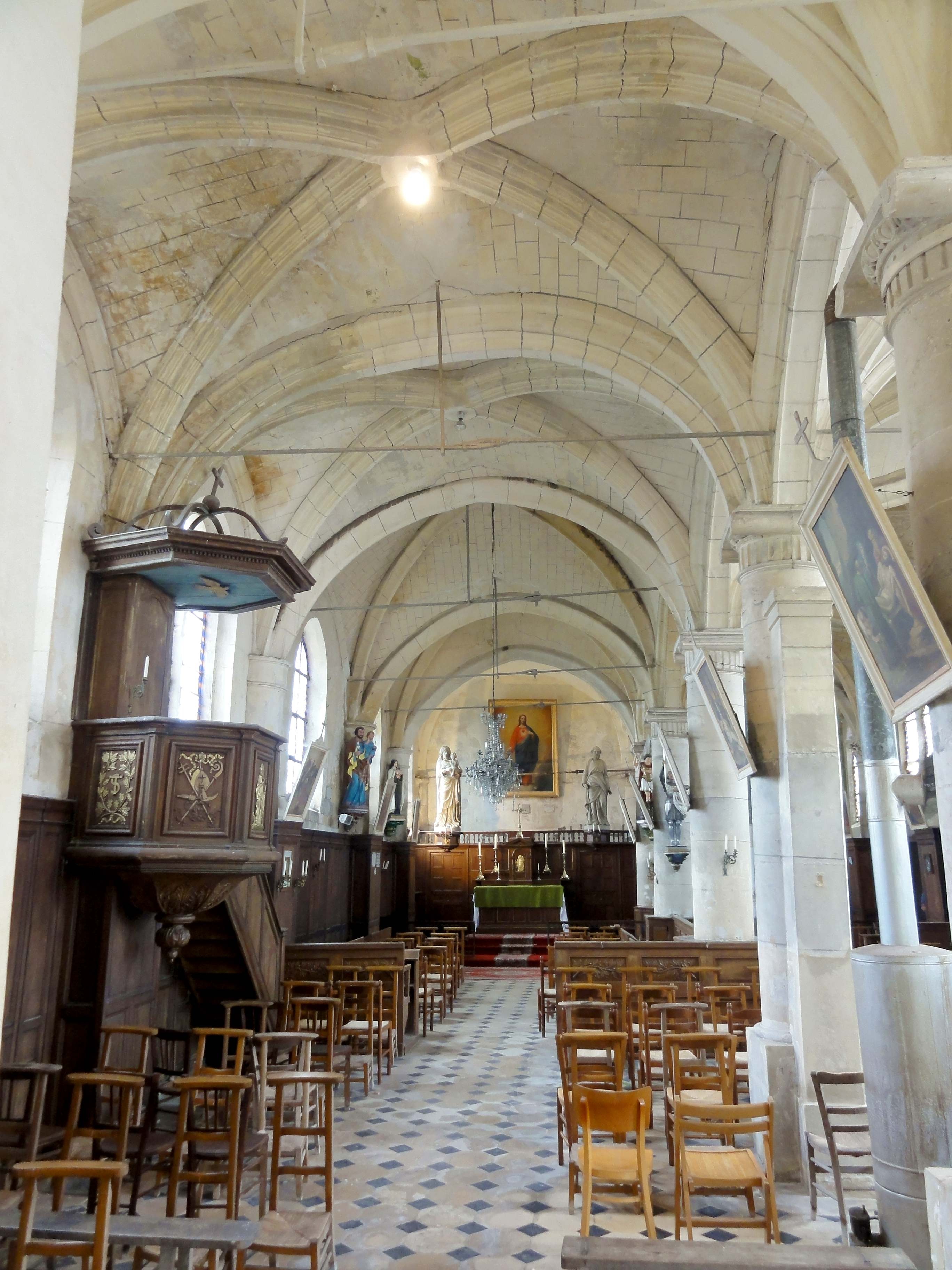
Nef, vue vers l'est.

Villiers-le-Sec se situe sur l'ancienne route royale menant de Paris vers Chantilly, Amiens et le nord de la France, en passant par Épinay-Champlâtreux et Luzarches (l'actuelle RD 316, dont le tracé a changé). Comme le montrent des découvertes archéologiques, l'occupation humaine y est permanente depuis le Néolithique. Sous le nom de Villaris, Villiers-le-Sec est mentionné dans les titres de l'abbaye de Saint-Denis rédigés sous Louis le Pieux et Charles II le Chauve. L'abbaye y possède des terres. Conformément à l'arrêté de l'abbé Hilduin de 832, relatif au partage des biens entre l'abbé et les religieux, ces terres doivent servir aux habits et chaussures des moines. La paroisse n'existe pas encore à cette époque. Il y a peut-être une chapelle relevant de la paroisse Saint-Georges de Belloy-en-France. Le saint patron de l'église, saint Thomas Becket, dit aussi Thomas de Cantorbéry, est canonisé en 1173, trois ans après sa mort, et la fondation de l'église est donc nécessairement postérieure à cette date. Ensuite, la paroisse est mentionnée dans le pouillé rédigé au début du XIIIe siècle, avant le règne de saint Louis. Comme à Belloy, l'évêque de Paris est le collateur de la cure de plein droit, alors que de nombreuses cures sont à la nomination de chapitres ou abbayes. Selon l'abbé Lebeuf, Villiers-le-Sec constitue donc vraisemblablement un démembrement de la paroisse de Belloy. Sous l'Ancien Régime, la paroisse relève du doyenné de Montmorency, de l'archidiaconé de Paris, dit le grand archidiaconé, et du diocèse de Paris. La fête patronale est le 22 juin. L'église actuelle est bâtie sous une seule campagne de construction, pendant la seconde moitié du XVIe siècle, dans le style de la Renaissance. La dédicace est célébrée le 9 mai 1557 par l'évêque in partibus de Mégare (de) (selon une dérogation accordée le 23 avril 1659, la fête de dédicace est reportée vers le quatrième dimanche après Pâques). La période de construction indiquée par Mathieu Lours, soit les années 1570 / 1580, paraît donc trop tardive. La façade et le clocher, sans caractère, sont ajoutés après coup,.

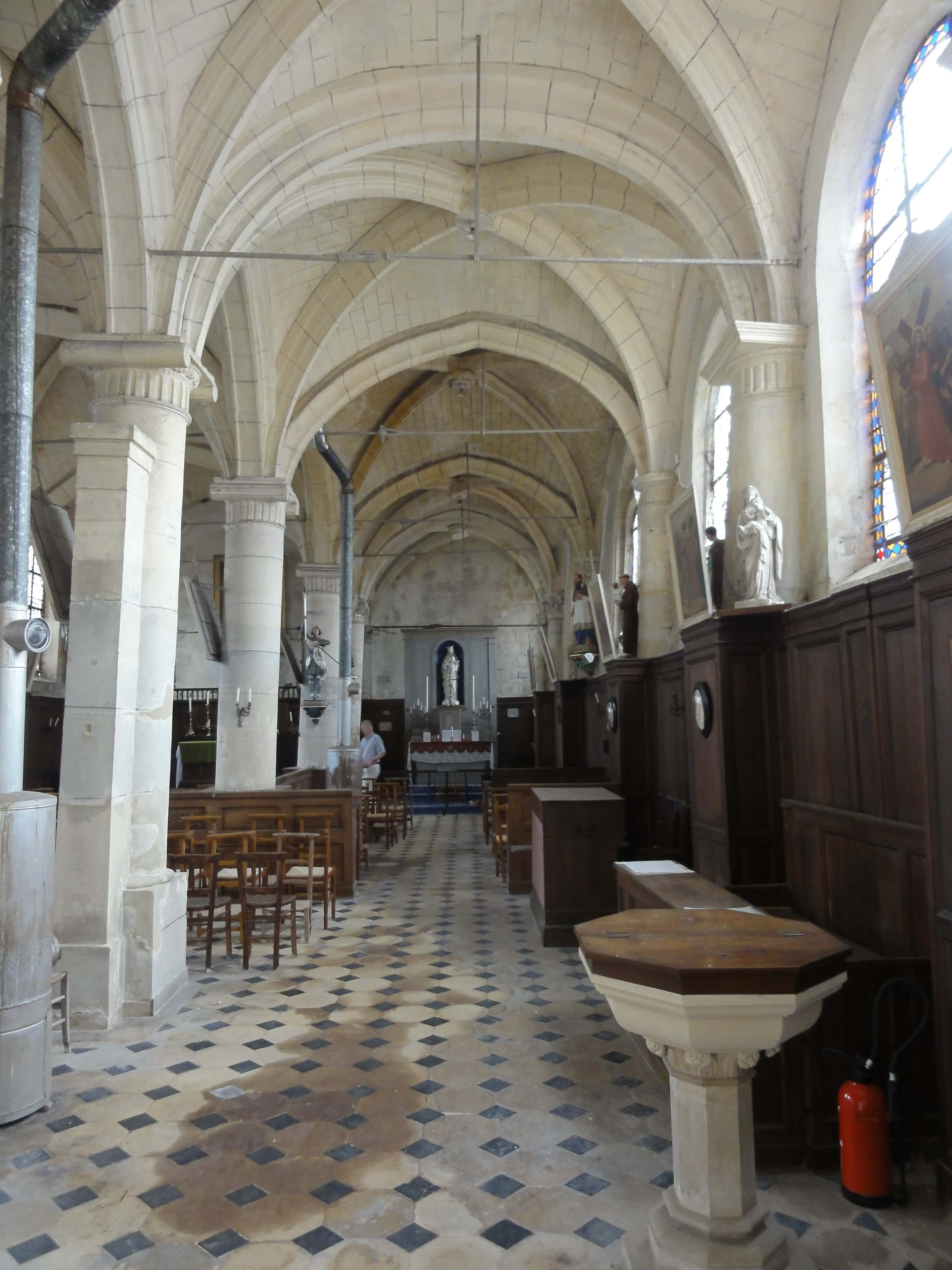
Collatéral, vue vers l'est.

L'église est à double vaisseau, comme à Fleurines et Genainville. Le maître-autel est au chevet du vaisseau septentrional. Le vaisseau méridional est la chapelle de la Vierge Marie, au titre de Notre-Dame de Bon-Secours. Cette chapelle, fondée par les seigneurs du Villiers, constitue un bénéfice particulier, et dispose d'un revenu de deux muids de froment par an, à prendre sur l'hôtel seigneurial. En 1425, le chapelain titulaire est Robert Bonnette, prêtre étudiant ; il obtient une sentence de justice obligeant les occupants du château de lui verser son dû. La chapellenie est encore mentionnée plusieurs fois jusqu'en 1648. — Sous la Révolution française, la paroisse est supprimée. Après le Concordat de 1801 et le rétablissement définitif de la liberté du culte, Villaines est annexe à la paroisse de Belloy-en-France sur le plan religieux. L'ensemble des paroisses du département de Seine-et-Oise forment le nouveau diocèse de Versailles. En 1966, le redécoupage des départements d'Île-de-France et la création du département du Val-d'Oise entraîne l'érection du nouveau diocèse de Pontoise, dont Villaines fait désormais partie. L'église est inscrite aux monuments historiques par arrêté du 16 février 1970. Comme le formule Mathieu Lours, elle « apporte un intéressant complément aux grandes églises Renaissance construites en pays de France, en montrant que les formules pouvaient également s'adapter à des édifices de petites dimensions, pourvu qu'ils soient commissionnés par des donateurs attachés à réaliser des œuvres de qualité ». Il n'a pas encore été possible d'attribuer l'église à un architecte. — Selon la volonté du clergé local, la réforme liturgique initiée par le concile Vatican II n'est pas adoptée dans la paroisse de Belloy : les messes y sont célébrées selon le missel de saint Jean XXIII, ou autrement dit, selon la forme extraordinaire du rite romain. Malgré la petite taille de Villiers-le-Sec (moins de 200 habitants), l'Eucharistie est toujours célébrée régulièrement dans l'église Saint-Thomas de Cantorbéry, le dimanche et fêtes à 9 h.

## Description

### Intérieur

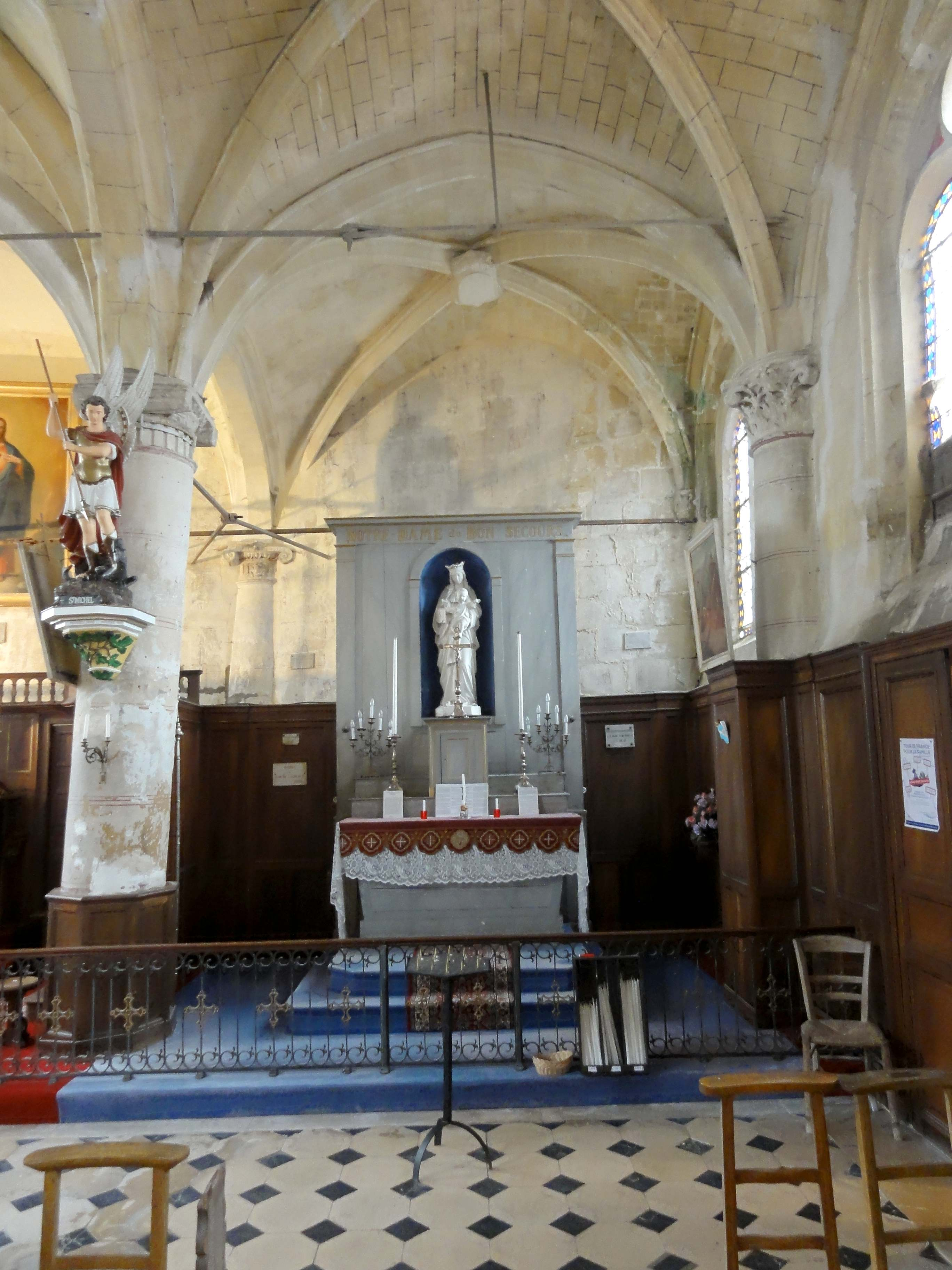
Collatéral, vue vers l'est.

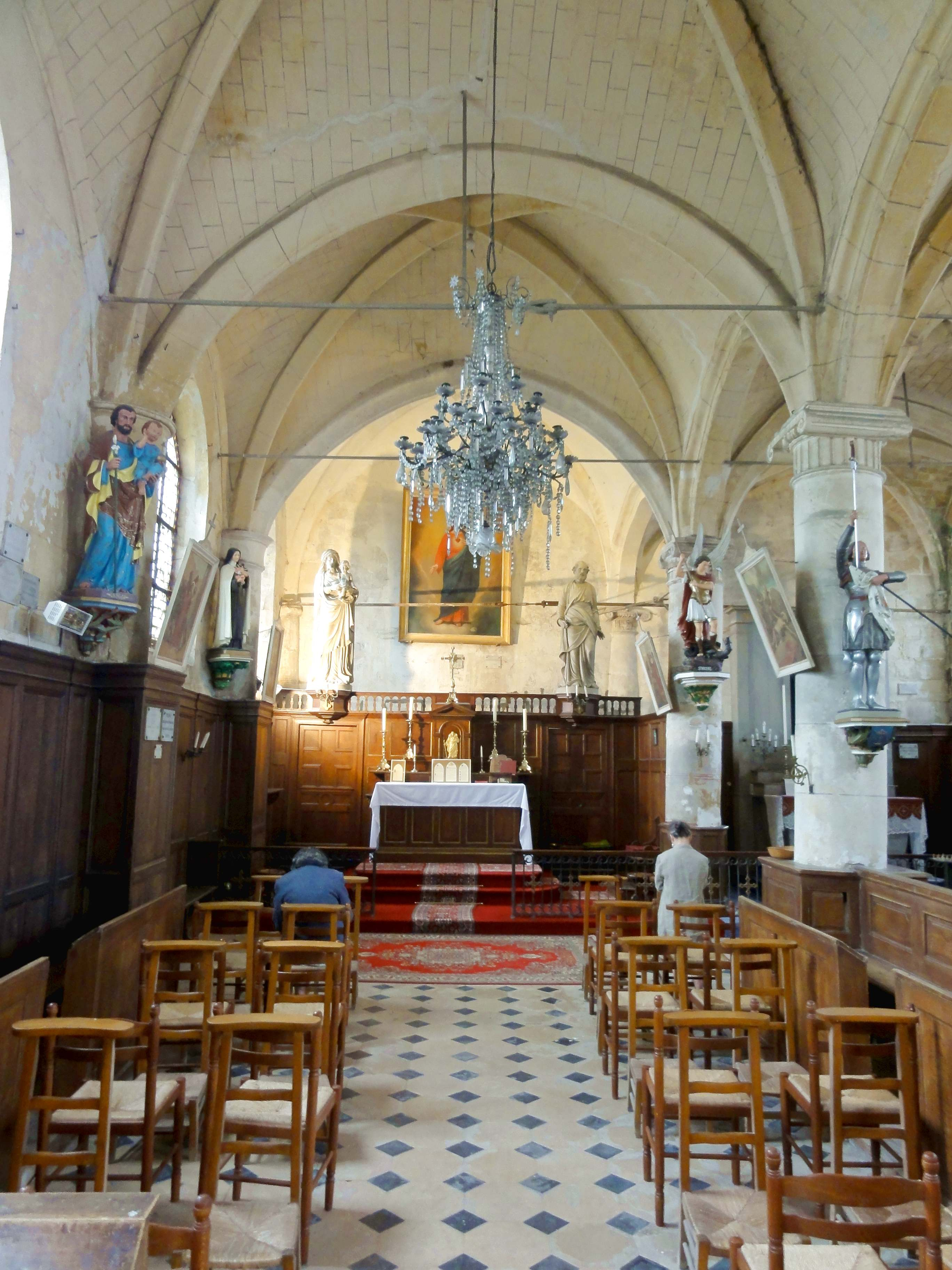
Nef, vue vers l'est.

Régulièrement orientée, l'église adopte un plan rectangulaire très simple, et se compose de deux vaisseaux parallèles de largeur et de hauteur analogue, qui comptent chacun six travées voûtées d'ogives. Moins d'un tiers de la première travée du nord est occupée par une partie de la base du clocher, fermée par des murs. La sacristie est accolée aux dernières travée du sud. Comme déjà évoqué, le vaisseau septentrional comporte le maître-autel, tandis que le collatéral sud abrite la chapelle de la Vierge. Il n'y a pas de distinction architecturale entre la nef des fidèles et le sanctuaire. L'on constate des irrégularités concernant la profondeur des travées, et le chevet du collatéral sud est légèrement oblique, du fait des contraintes de voirie. Sans insister sur les désordres de structure contrés en partie par des tirants en fer, d'autres irrégularités portent sur les deux premiers piliers intermédiaires, qui ont été munis de contreforts du côté ouest, et les élévations latérales. Elles auraient été remaniées au courant du XVIIe siècle, selon Mathieu Lours. L'on supprima alors le remplage et la mouluration des baies des trois dernières travées du nord et des trois premières travées du sud, et l'on boucha la baie au chevet du vaisseau principal, afin de pouvoir y installer les boiseries du retable. Le chevet de la chapelle de la Vierge n'a apparemment jamais possédé de fenêtre, comme le montre l'examen de l'appareil à l'extérieur. Il n'y a pas non plus de fenêtres en façade, ni dans la base du clocher. En somme, l'église compte donc onze fenêtres. Les trois premières fenêtres au sud et la première au nord sont en plein cintre ; les autres sont en arc brisé. C'est l'un parmi plusieurs détails qui traduit l'influence persistante du style gothique flamboyant à la période de construction. Le remplage des fenêtres de la quatrième et cinquième travée du sud et de la troisième travée du nord correspond au réseau Renaissance standard, et se compose de deux formes en plein cintre surmontées d'un oculus ou soufflet simplifié entre deux écoinçons ajourés. Leur pourtour est mouluré d'une gorge. La dernière fenêtre au sud devait posséder un remplage analogue, mais il a été refait, sans l'oculus supérieur. Enfin, remplage de la deuxième travée du nord consiste en deux formes en plein cintre surmontées d'un losange. Ici, le pourtour n'est pas mouluré. Les fenêtres ont des vitraux de losanges de verre blanc. Celles au sud possèdent encore des bordures anciennes, avec des losanges bleus sur fond jaune. Le verre bleu ou jaune des soufflets et écoinçons semble également ancien.
Ce qui fait l'intérêt archéologique de l'église, ce sont son plan à double nef, exceptionnel dans la région, et les voûtes avec leurs supports. Les doubleaux longitudinaux, ou autrement dit, les grandes arcades qui séparent les deux vaisseaux, présentent, sur l'intrados, un méplat délimité par deux listels ; et sur leurs faces latérales, une doucine et un méplat. Ce profil, peu usité, annonce la Renaissance par la perte de l'acuité propre aux profils flamboyants. Concernant les autres nervures, l'on constate un changement de modénature à partir du troisième doubleau perpendiculaire au nord, et du quatrième au nord. Les deux premiers doubleaux au nord, et les trois premiers au sud, sont en anse de panier, et prennent la forme d'arêtes fortement saillantes à trois rangs de claveaux. Les ogives affectent un profil prismatique aigu, encore proprement flamboyant, composé d'une arête saillante, agrémentée de plusieurs fines moulures concaves, entre deux baguettes. Le profil des formerets est directement dérivé de ce même modèle (par ailleurs, il n'y a plus de formeret dans la deuxième travée du sud). Plus à l'est, les doubleaux sont en arc brisé, et adoptent un profil plus simple, et moins encombrant. Il se réduit à une arête saillante très mince, dont les faces latérales sont légèrement galbées. Ce profil est partagé par les ogives et formerets. Dans ce contexte, il convient de signaler les clés de voûte. La plupart sont aujourd'hui frustes, et ont probablement été bûchées à la Révolution. Dans la quatrième et la cinquième travées du vaisseau principal, les ogives se croisent simplement à la clé, et il ne semble pas y avoir eu de décoration. Dans la sixième travée, la clé de voûte arbore une étoile à huit branches. Dans la cinquième travée du sud, l'on trouve encore un écusson entouré d'un collier, réduit à l'état de fragment. Dans la dernière travée, soit la chapelle de la Vierge, l'écusson arbore le monogramme MA, et est entouré d'une guirlande. Au nord, les voûtes retombent sur des chapiteaux doriques ébauchés, sans tailloirs, portés par des piliers cylindriques engagés dans le mur. Au niveau des grandes arcades, les piliers se terminent par une frise de glyphes, qui ne sont ici pas regroupés en triglyphes ou biglyphes et n'alternent pas avec des rosaces ou patères à ombilic. Ce n'est qu'au chevet qu'apparaît une tête sculptée. Les tailloirs sont formés par des chapiteaux ioniques, avec un rang d'oves et un rang de perles. Au sud, l'on trouve des piliers engagés de trois types différents. Les trois premiers sont doriques, avec une frise de glyphes ; le cinquième est corinthien ; et le quatrième est ionique, mais plus abouti, tant sur le plan de la modénature que de la sculpture : des triglyphes à gouttes alternent ici avec des têtes de chérubin au-dessus d'un collier d'ailes, et un bucrane.

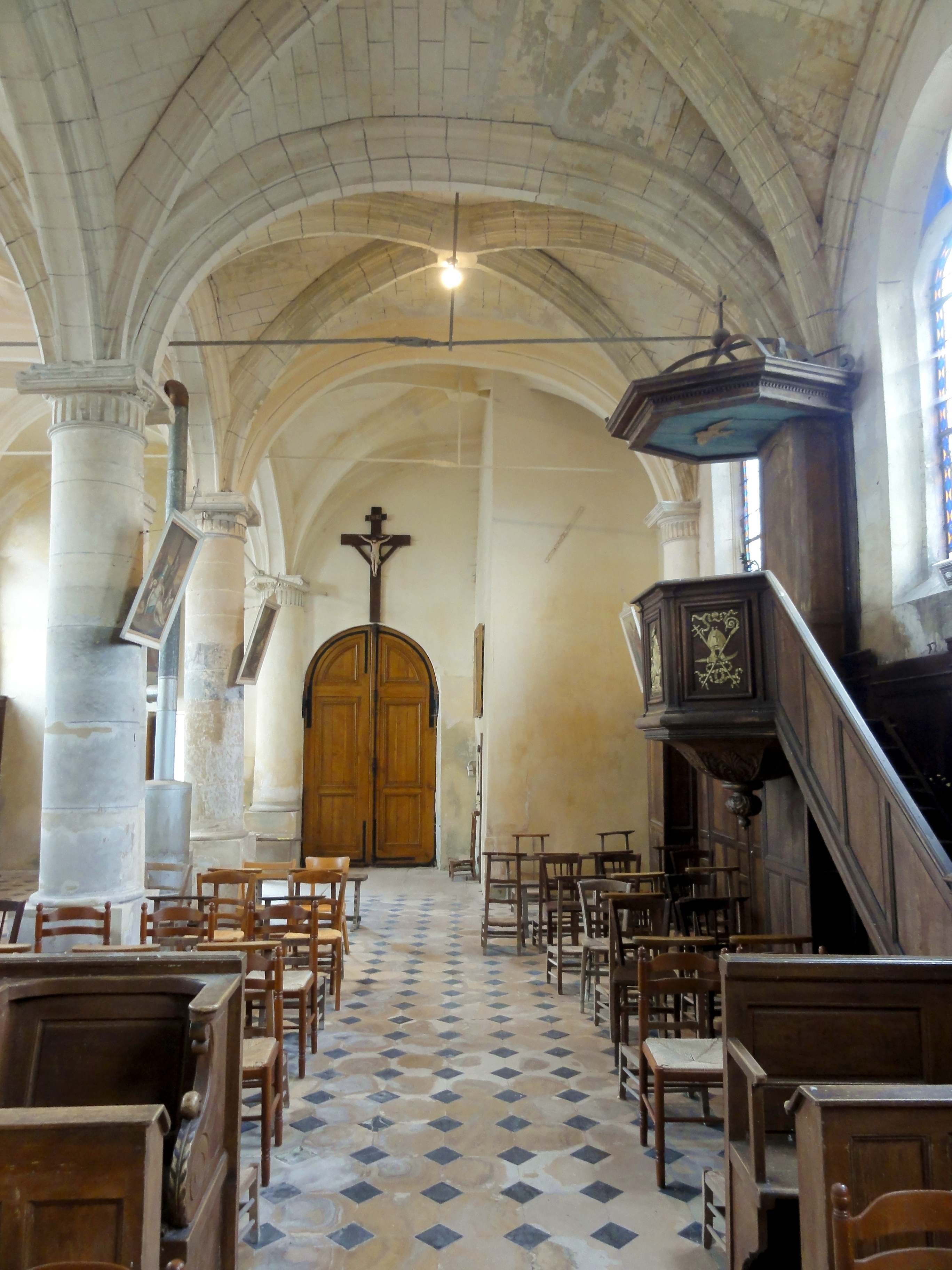
Nef, vue vers l'ouest.
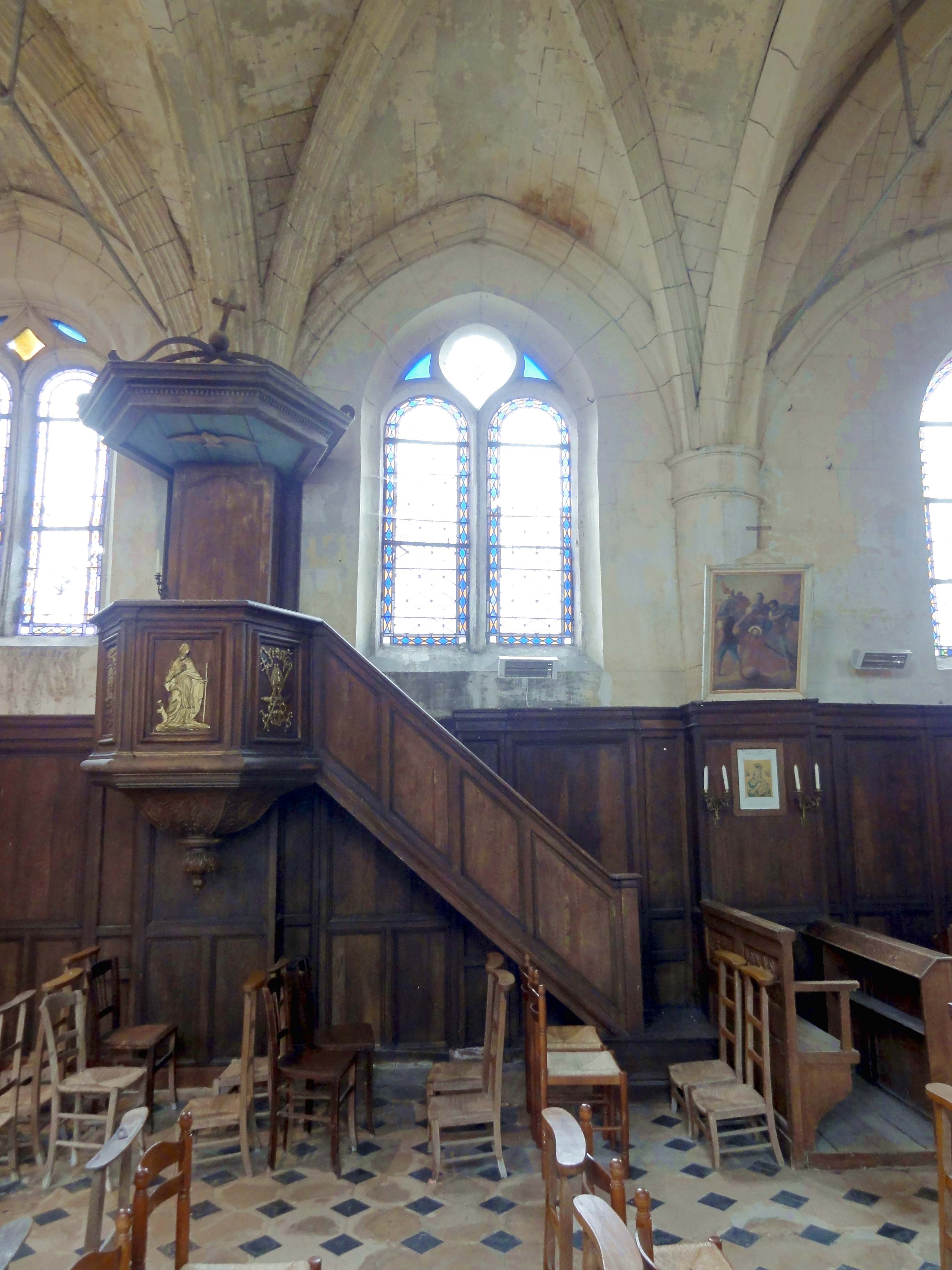
3e travée, élévation nord.
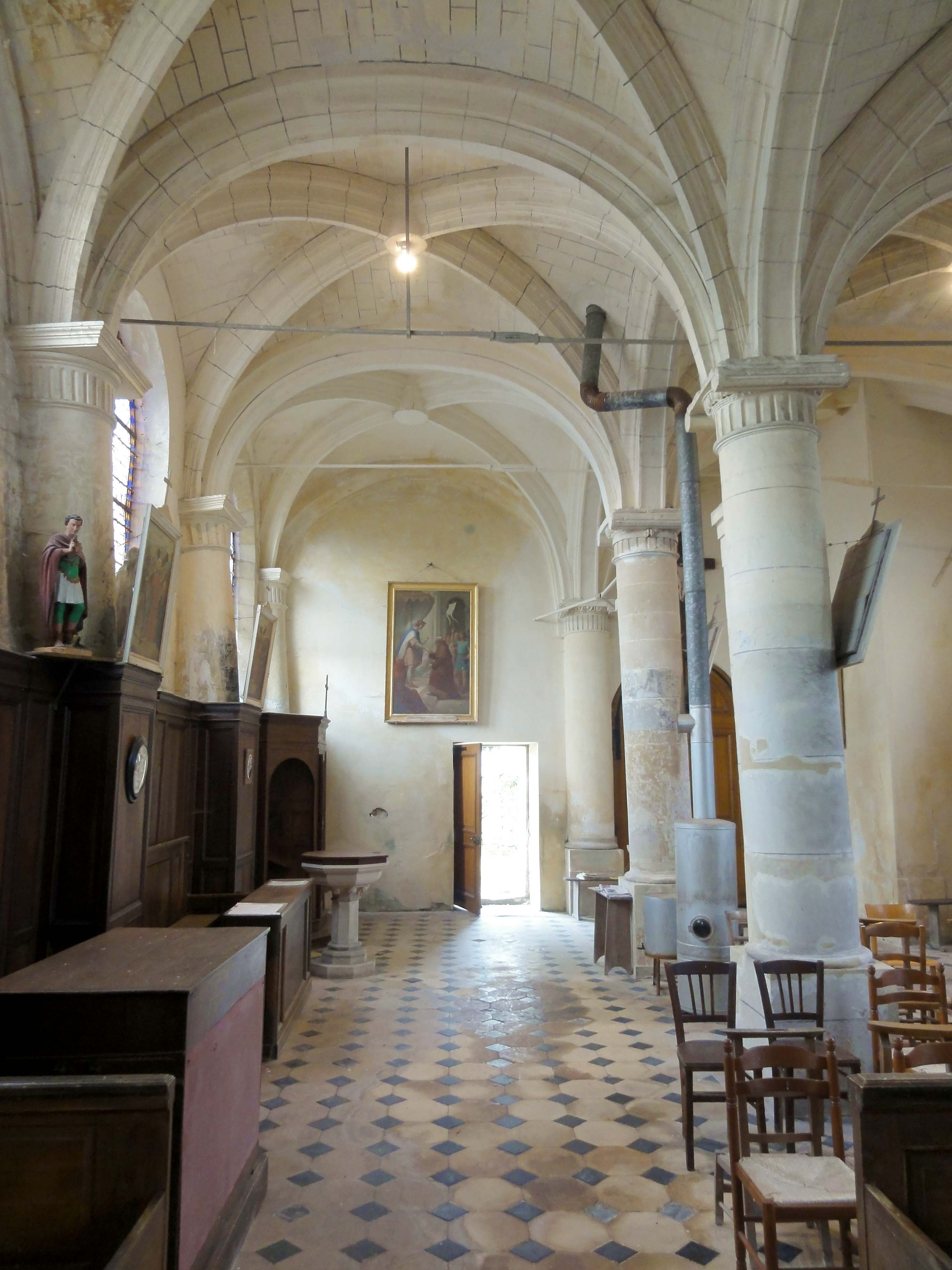
Collatéral, vue vers l'ouest.
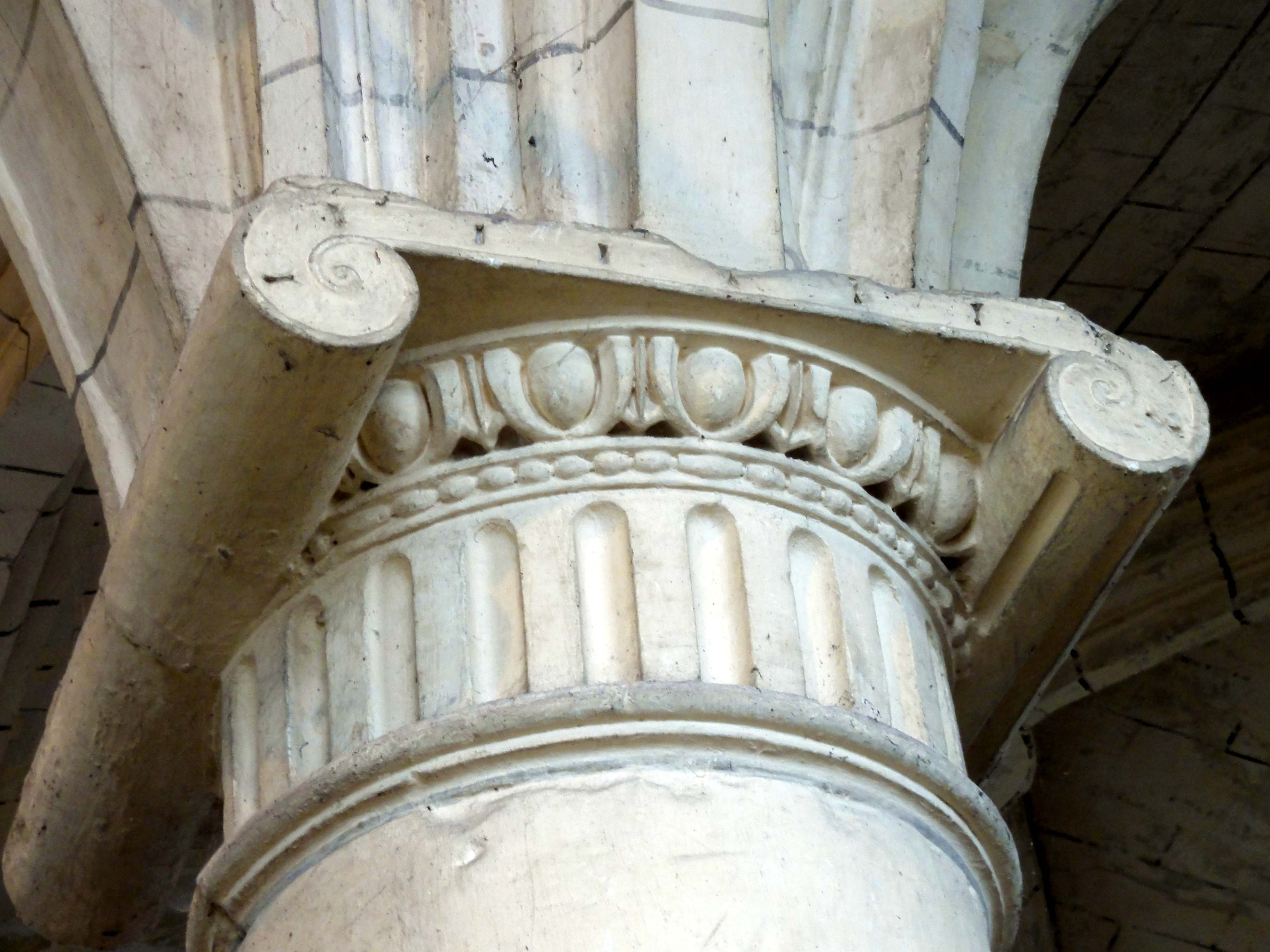
Chapiteau ionique.
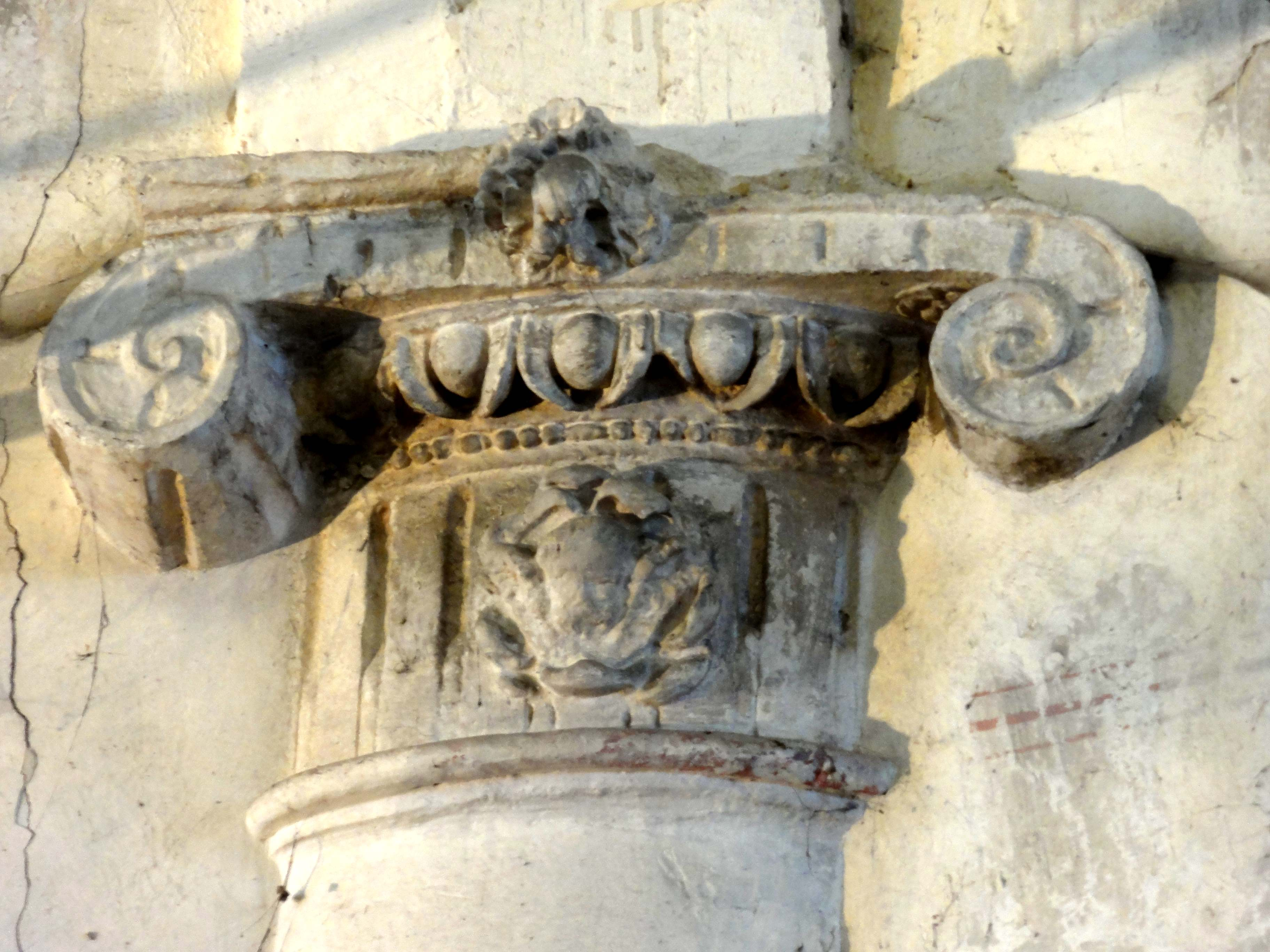
Chapiteau ionique.
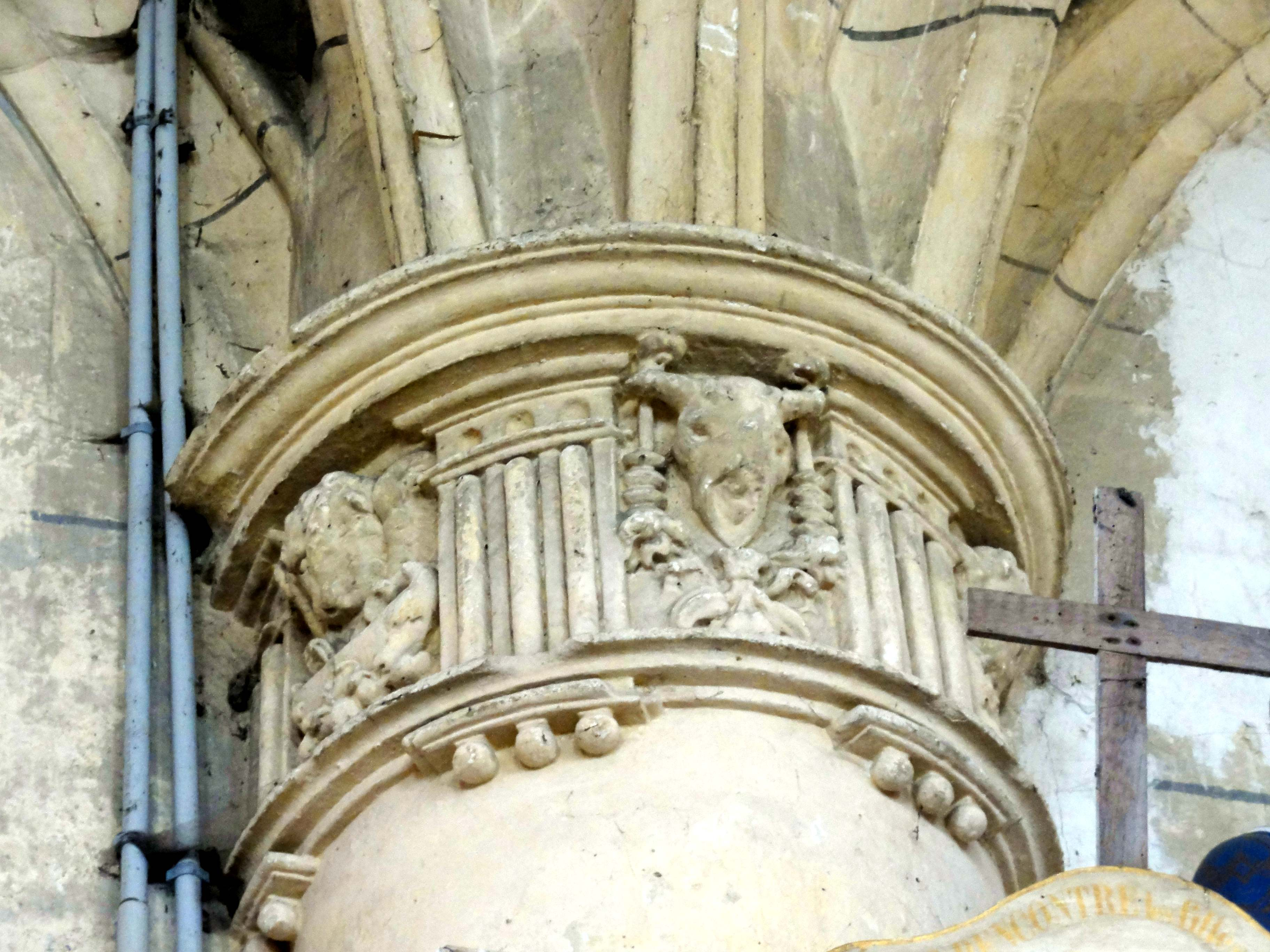
Chapiteau dorique.

### Extérieur

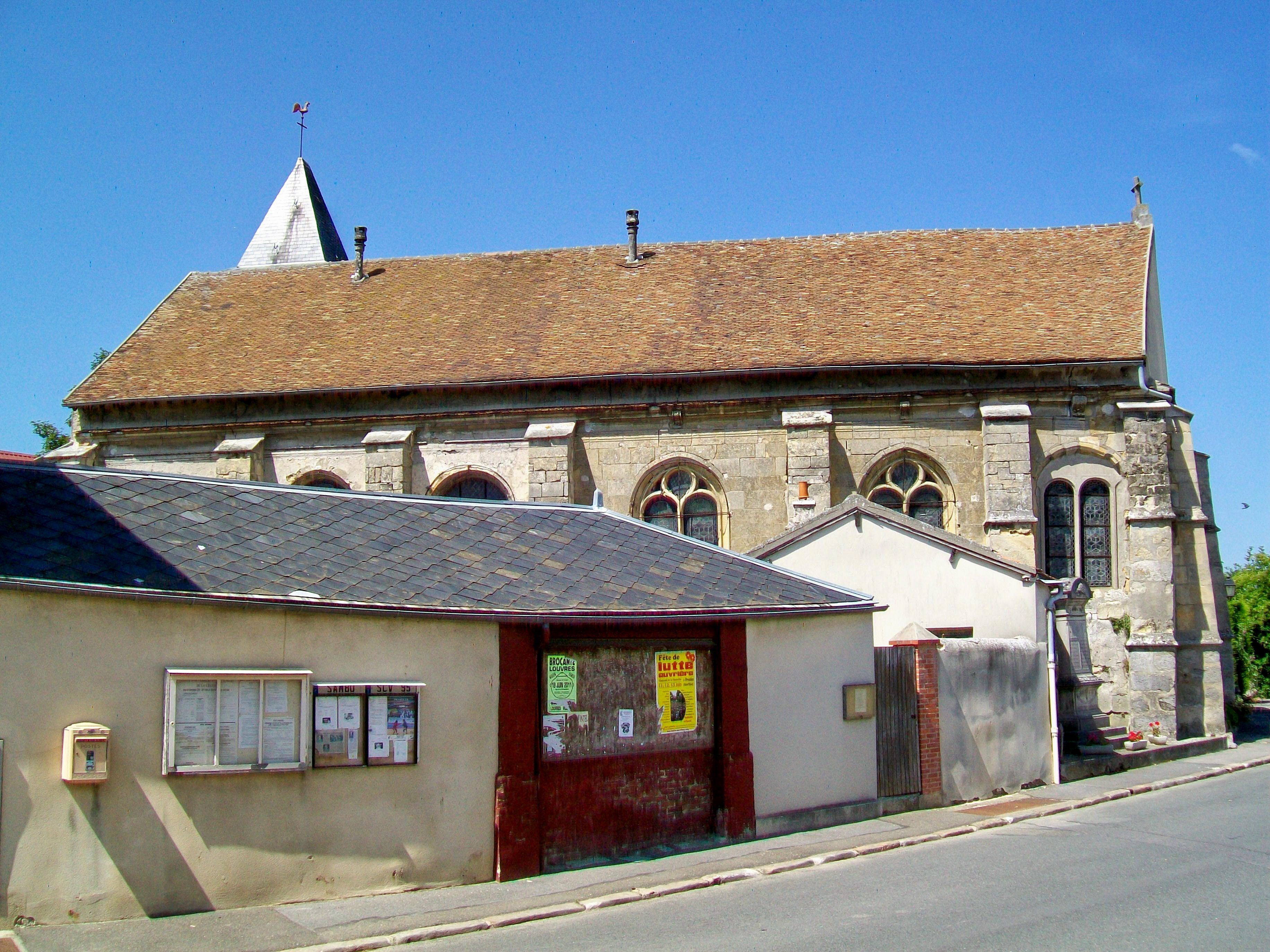
Vue depuis le sud.

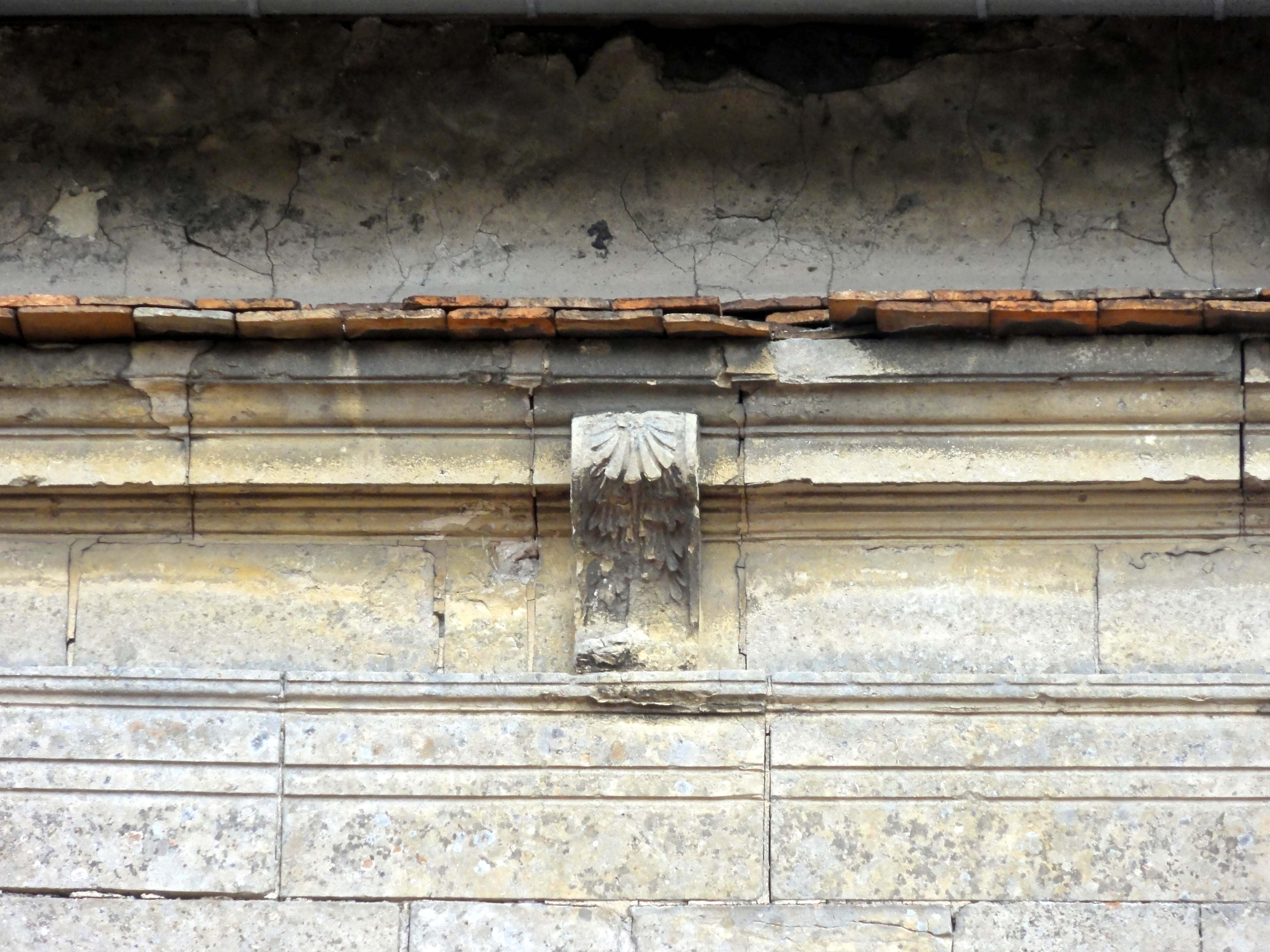
Corniche côté sud.

Le chevet et les trois dernières travées au sud sont bâties en pierre de moyen appareil. Le pignon et le reste des murs sont enduits, et au moins sur les dernières travées du nord, l'enduit s'effrite, et fait apparaître un appareil de petits moellons noyés dans un mortier. Tel est aussi l'appareil du clocher, qui est flanqué d'une étroite cage d'escalier au nord, à l'intersection avec la deuxième travée. Actuellement, la petite tour comporte un étage intermédiaire aveugle et un étage de beffroi, qui est ajouré de deux étroites baies en arc brisé par face. Un autre étage analogue existait encore à la fin du XXe siècle. Il été démoli pour remédier aux problèmes de stabilité, et le toit à la hache, couverte d'ardoise, fut reporté vers son niveau actuel. La façade occidentale n'est qu'un simple mur cimenté percé de deux portes, soit une par vaisseau. Celle du vaisseau principal est à double vantail.
Peu de détails retiennent l'attention. En ce qui concerne la mouluration, là où elle existe, les fenêtres se présentent de la même façon qu'à l'intérieur. Au nord, la limite des allèges est marquée par un larmier couvert de tuiles plates du pays, les mêmes qui furent utilisées pour la couverture unique du double vaisseau. Les contreforts d'origine existent encore au sud et au chevet. Ils sont de section rectangulaire, moyennement saillants, et très faiblement inclinés. Une scansion horizontale est apportée par deux larmiers, présents sur les trois faces, et le couronnement est constitué par un glacis formant larmier, à faible pente. Au nord, les contreforts ont été en partie repris, à l'instar des fenêtres et des murs. Les auteurs ne mentionnent pas le contexte de ces travaux d'une certaine envergure, que Mathieu Lours situe au XVIIe siècle. Ils ont été exécutés sans aucun souci pour l'aspect esthétique, et ont accablé l'église d'une apparence extérieure peu engageante. L'élévation méridionale révèle que l'architecture devait initialement être plus soignée. L'on y voit une corniche formée par un entablement ébauché, restée sans sculpture mais agrémentée d'une agrafe par travée, dont l'échine est sculptée d'une feuille d'acanthe, et la face frontale, d'une coquille Saint-Jacques. Tout en conservant les deux premiers rangs de tuiles au-dessus de cette corniche, les murs gouttereaux ont été légèrement exhaussés, et les moulures à la naissance du pignon oriental sont également protégées par deux rangs de tuiles, selon un procédé déjà constaté sur l'élévation septentrionale. Ni les toitures actuelles, ni les pignons peuvent donc correspondre à la disposition d'origine.

## Mobilier

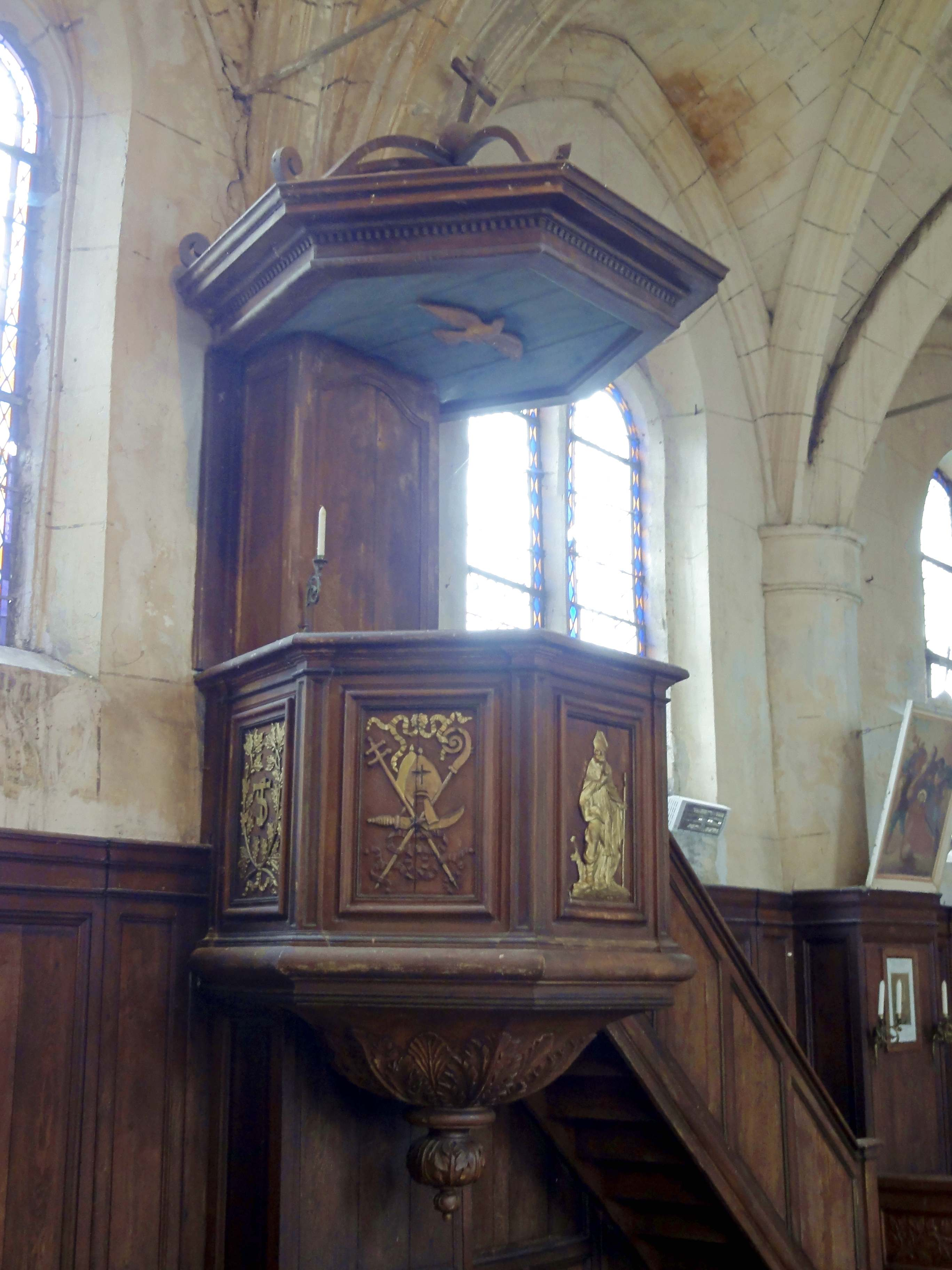
Chaire à prêcher.

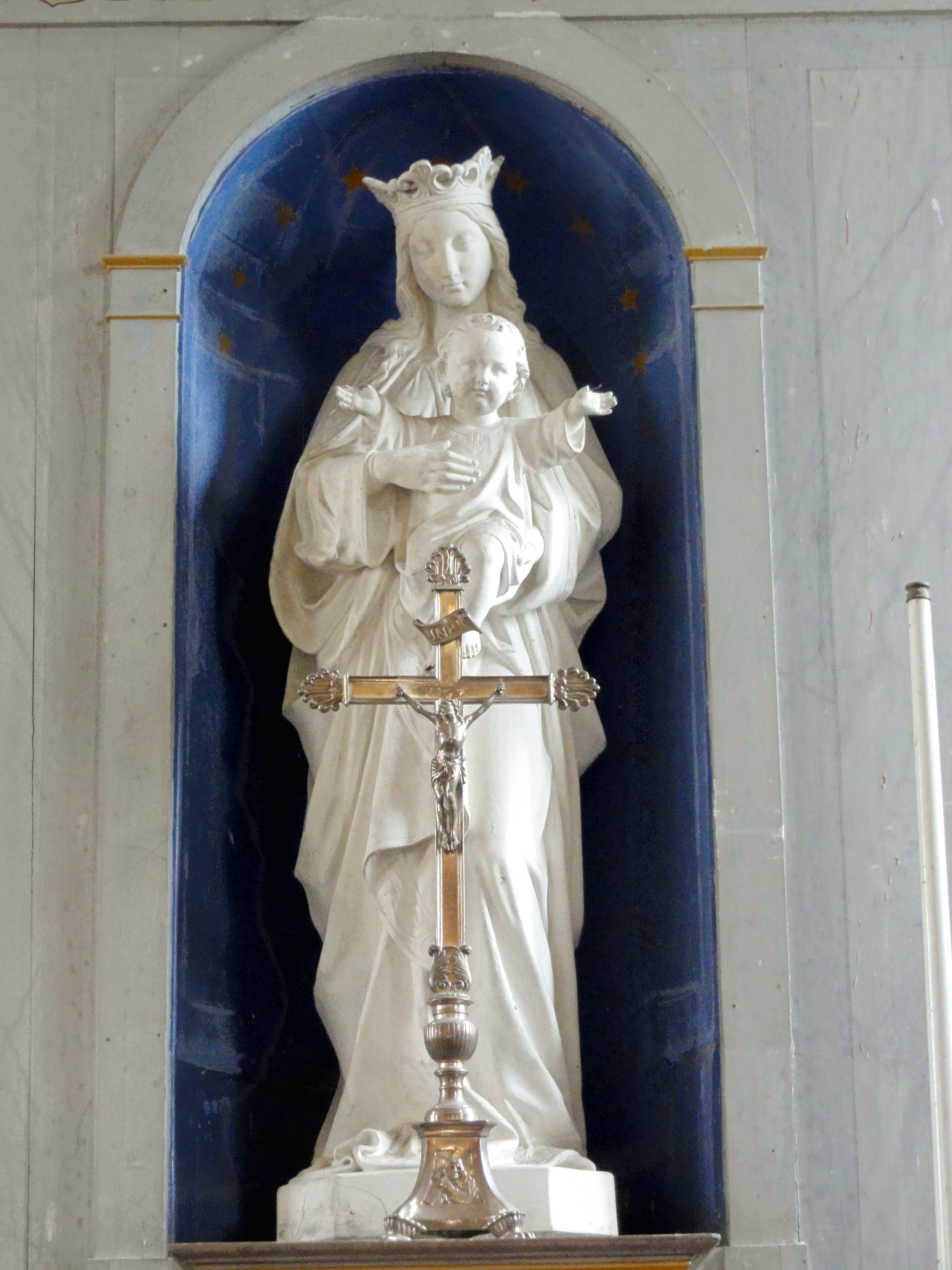
Notre-Dame de Bon-Secours.

Les murs latéraux et le chevet sont habillés de boiseries jusqu'à la limite des allèges. Elles sont d'une facture très simple, et constituées de simples panneaux de fenestrages, avec une cimaise moulurée. Un étroit couloir passe derrière les boiseries du chevet, éclairé par une petite fenêtre basse derrière l'autel de la Vierge. Les portes d'accès à ce couloir, de part et d'autre du retable du maître-autel, arborent en haut une croix. Ici seulement, les boiseries sont couronnées par une petite balustrade constituée d'arcatures en plein cintre découpées à jour. Elle incorpore deux consoles, qui servent de supports à des statues. Le maître-autel, de la même facture que les boiseries, et les gradins d'autel et le tabernacle, dont la porte est seulement décorée d'une petite niche en plein cintre et d'un fronton triangulaire, sont homogènes avec le revêtement des parois. L'autel de Notre-Dame de Bon-Secours et son retable ne sont pas contemporains des boiseries, et encore plus sobres. Le confessionnal a sans doute été confectionné par le même huchier que les boiseries.
Seule la chaire à prêcher se démarque du reste par son décor sculpté. Les quatre panneaux de la cuve hexagonale comportent des bas-reliefs, qui représentent saint Thomas de Cantorbéry en tenue épiscopale ; les insignes de son épiscopat (sur deux panneaux) ; et ses initiales au milieu de deux branches de vigne nouées ensemble. Le cul-de-lampe sous la cuve est sculpté de feuilles d'acanthe et adopte une forme galbée du goût baroque. La corniche de l'abat-voix arbore un rang de denticules et est couronnée d'un orbe soutenu par de fines volutes, tandis que la colombe du Saint-Esprit se profile en dessous. Les fonts baptismaux sont néo-gothiques, mais de bon aloi. Toutes les statues et statuettes, soit treize au total, sont issues de la fabrication en série du XIXe et du début du XXe siècle, en staff ou en terre cuite ; dénuées de valeur artistique, elles se rattachent pour la plupart au style sulpicien, ou recopient des œuvres médiévales (cas des Vierges à l'Enfant). Le tableau du retable du maître-autel représente le Sacré-Cœur de Jésus-Christ. Les sujets des deux autres tableaux, près de l'entrée, sont saint Joseph avec l'Enfant Jésus, et saint Thomas accueilli par le roi de France Louis VII dans son palais. Aucun élément de ce mobilier n'est inscrit ou classé monument historique au titre objet. Les trois éléments du mobilier, dans un sens large du terme, à être classés, sont des dalles funéraires à effigies gravées, scellées dans le sol à l'entrée de la nef.
- La dalle funéraire à effigie gravée de François Guary, curé de Villiers, mort le 4 décembre 1629, mesure 90 cm de largeur pour 197 cm de hauteur. Elle comporte un encadrement architecturé de deux pilastres doriques, décorés de grappes et de guirlandes de fleurs, et supportant une arcade en plein cintre. L'épitaphe se lit comme suit : « CY GIST ET REPOSE LE CORPS DE VENERABLE ET DISCRETTE PERSONNE MESIRE FRANCOIS / GVARY EN SON VIVANT CVRE DE / CEANS LEQUEL TRESPASSA LE 4E DECEMBRE 1629 PRIEZ DIEV POVR SON AME ». Il y a également l'éloge du défunt en vers français, dont la troisième, la quatrième et la cinquième ligne sont effacées : « PASSANT NE CHERCHE PAS ICY REPRESENTEE / LA VERTU DE GVARY CAR IL A MIEVX AIME / P… / P… / Po… / IL PERDIT AV TRAVAIL LA VIE APRES LA VOIX ». Au milieu du XIXe siècle encore, l'emplacement de la dalle était au pied des marches de l'autel. Elle a été classée en juillet 1912[8],[9].
- La dalle funéraire à effigie gravée d'Anne Guibillon, morte le 25 mars 1628, mesure 80 cm de largeur pour 157 cm de hauteur. Elle est d'un bon dessin, mais très usée. La défunte est représentée sous une arcade en plein cintre, cantonnée de deux pilastres doriques rehaussés de palmettes et de festons, et surmontées d'un entablement arborant au milieu un écusson effacée. L'inscription forme deux lignes parallèles sur trois côtés de la pierre, et se lit comme suit : « CY GIST LE CORPS DE FEVE ANNE GVIBILLON NATIFVE DU MESNIL AUBRY FILLE DE ME I… LON / BOVRGEOIS RECEPVER DE LA TRE[…] ET SEIGIE / DU PETIT GROSLAY Y DEM[EURAN]T VIVA[N]TE FEM[M]E DE ME FRANCOIS CHARTIER LIEVTENANT EN LA IVSTICE DVDICT MESNIL AVBRY ET / PROCURER FISCAL DE LA TERRE ET SEIGNEVRIE DE CE LIEV LAQVELLE DECEDDA AAGEE DE… / L ANNONCIATION NOSTRE DAME XXVE MARS MIL SIX CENS VINGT HVICT. PRIEZ DIEV POVR SON AME. FAICT A SENLIS P IACQ FRACOIS TVMBIER ». Le nom du tombier est Jacques François. Le classement de la dalle remonte également à juillet 1912[10],[11].
- La dalle funéraire à effigies gravées de Charles Charnier, mort en avril 1620, de Suzanne Mancel, sa femme, et de leurs cinq enfants, mesure 94 cm de largeur pour 194 cm de hauteur. Selon le baron Ferdinand de Guilhermy, la tombe « se recommande par son élégance et par sa parfaite conservation. Les vêtements des deux époux et de leurs cinq enfants nous prouvent que le costume d'un riche campagnard des premières années du XVIIe siècle offrait une distinction qu'il n'a plus aujourd'hui. La gerbe de blé, figurée à l'entablement, ne paraît pas ici comme un emblème héraldique, mais comme celui de la profession de laboureur exercée par le défunt ». Le mari et la femme, les mains jointes pour la prière, ont à leurs pieds leurs cinq enfants. Ils sont placés dans une double arcature surmontée d'un fronton triangulaire brisé, dont les rampants sont flanqués deux anges assis. L'épitaphe est le suivant : « CY GISSENT HONNESTES PERSONNES ME CHARLES CHARTIER EN SON VIVANT PROCUREUR DE LA SEIGNEURIE ET LABOUREUR / DE VILLIERS LE SECQ LEQUEL TRESPASSA LE SAMEDI … / APURIL 1620. ET SUSANNE MANCEL SA FEMME LAQLLE DECEDA LE … ET / LERS ENFANS PRIEZ DIEU POUR LEURS AMES ». La date de décès de la femme n'a jamais été gravée, et tous les renseignements manquent sur les enfants. Le classement de la dalle remonte à juin 1908[12],[13].

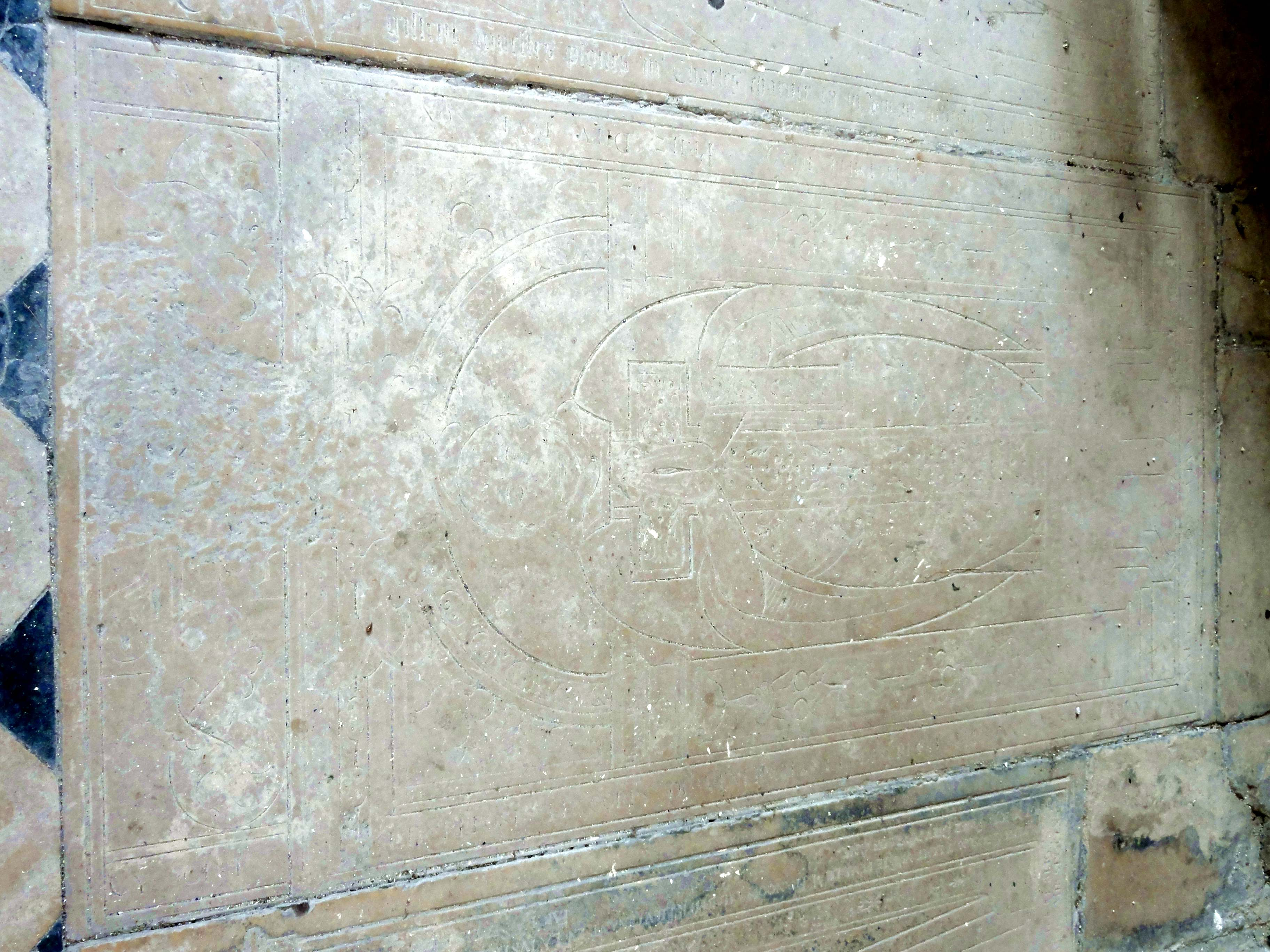
Dalle funéraire de François Guary, curé de Villiers.
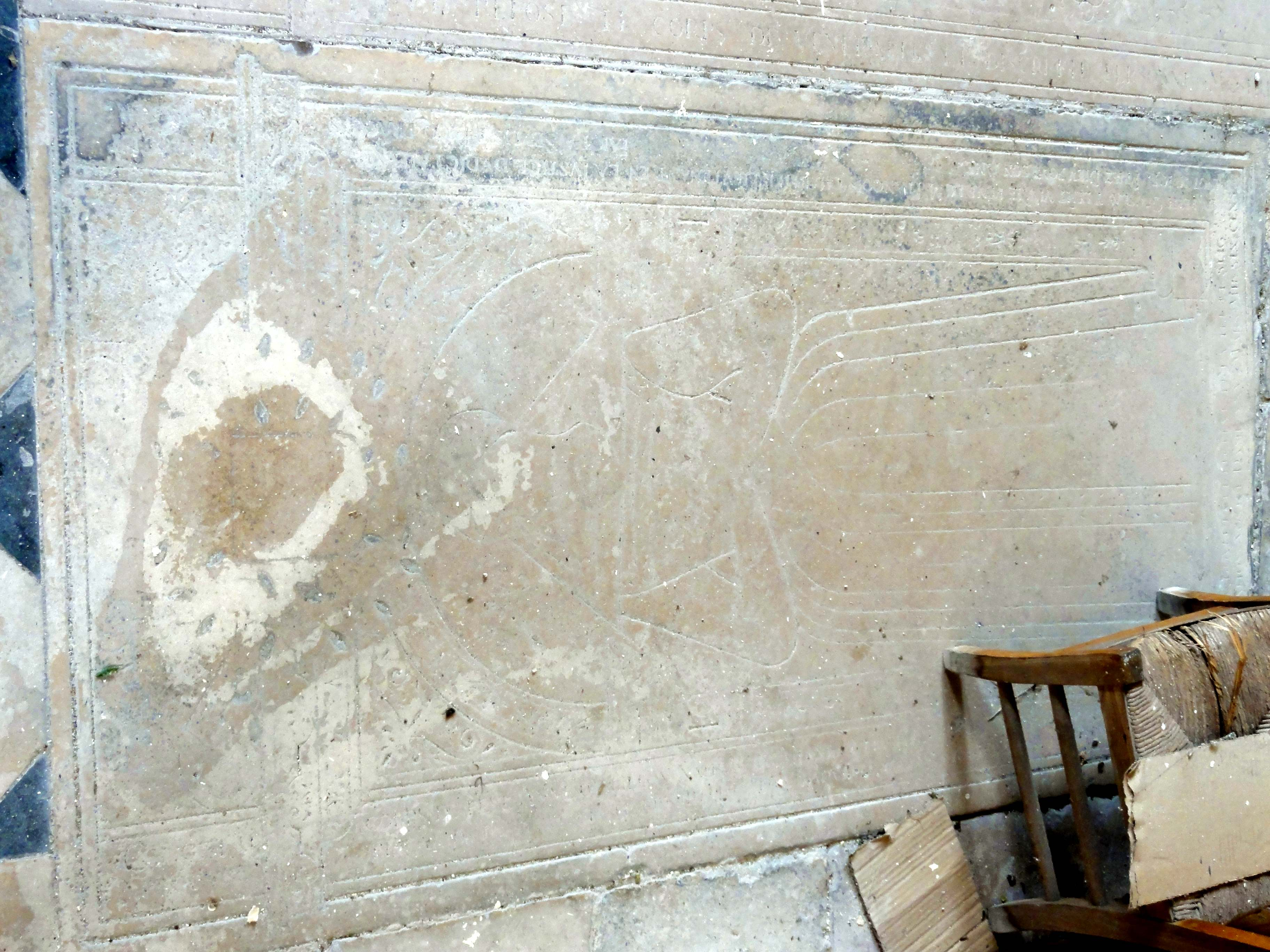
Dalle funéraire d'Anne Guibillon.
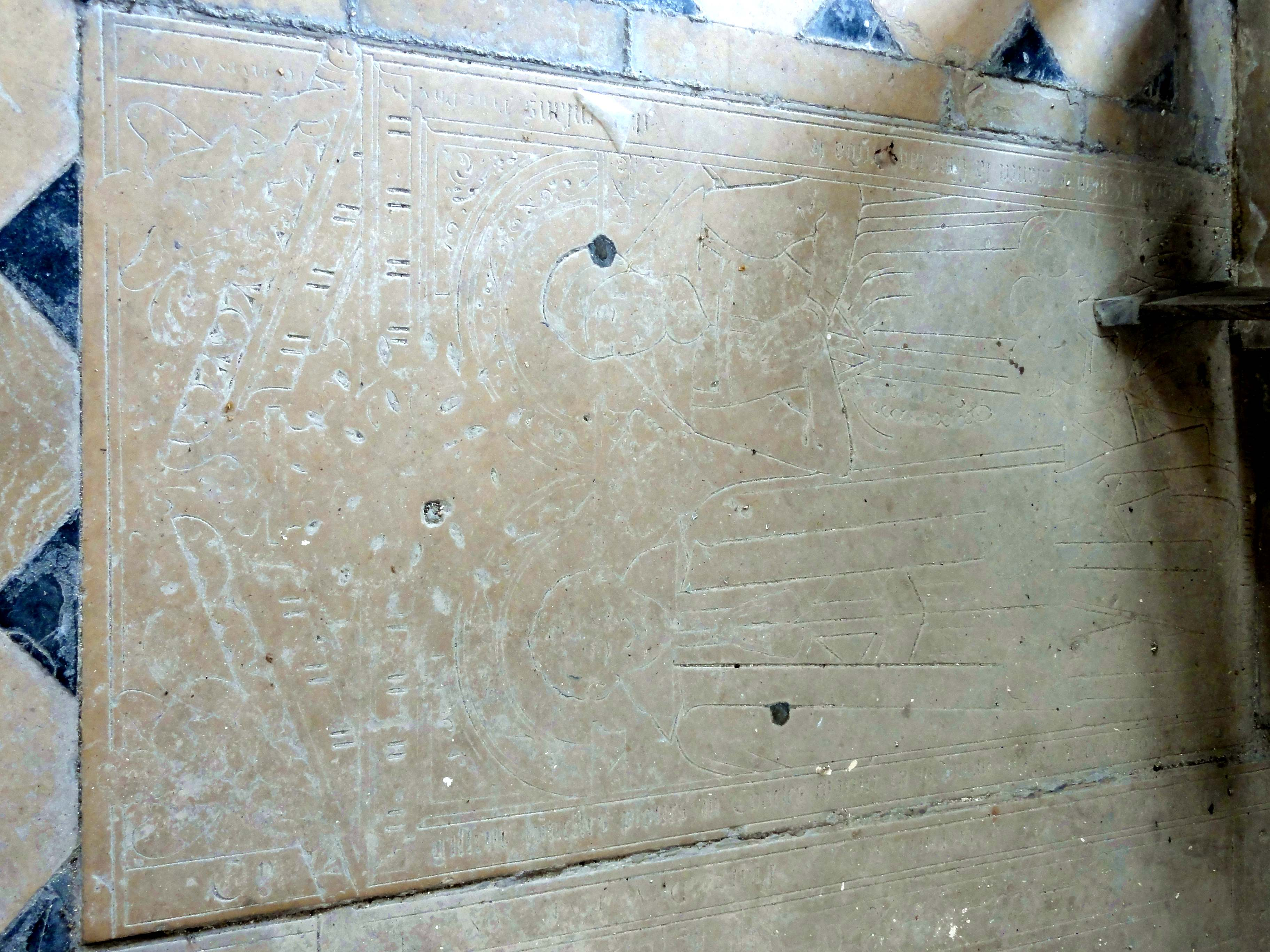
Dalle funéraire de Charles Charnier et de Suzanne Mancel.